# Законодавчий процес
Законодавчий процес — це нормативно-регламентована сукупність послідовно здійснюваних дій щодо розробки, прийняття (зміни) законів та інших законодавчих актів і їх оприлюднення.

Процедура ухвалення закону складається з певних стадій — це самостійних, логічно завершених етапів і організаційно-технічних дій.
Законодавчий процес як юридичне поняття слід відмежовувати від законотворчості як загально-соціального явища. Законодавчий процес, як і будь-який юридичний процес, має два значення:
- порядок діяльності, спрямованої на створення закону;
- сама ця діяльність.

## Стадії законодавчого процесу

### Передпроєктна стадія
Законодавча ініціатива — внесення проєкту закону в офіційному порядку до законодавчого органу певними органами й особами. Це власне стадія законодавчого процесу. Відповідно до Конституції України, право законодавчої ініціативи в парламенті належить Президенту, народним депутатам, Кабінету Міністрів. Президент має право вносити законопроєкт позачергово.
Проєкти законів вносяться разом із супровідною запискою, яка має містити обґрунтування необхідності їх розробки або ухвалення.

### Проєктна стадія
1. Ухвалення рішення про підготовку законопроєкту, включення відповідної пропозиції до плану законопроєкти цих робіт.
2. Доручення розробити законопроєкт уряду або постійним комітетам у Верховній Раді; створення для цих цілей комісій, робочих груп у складі депутатів, представників зацікавлених громадських організацій, вчених-юристів та ін. Початкова розробка проєкту провадиться фахівцями за конкурсом, дорученням або договором.
3. Розробка законопроєкту і його попередня експертиза із залученням зацікавлених організацій, дороблення і редагування проєкту.
4. Внесення законопроєкту до парламенту, ухвалення його до розгляду, обговорення законопроєкту і його узгодження: розгляд поправок; виявлення думок зацікавлених осіб про проєкт і одержання їх пропозицій щодо вдосконалення, доробки проєкту; ухвалення в порядку першого, другого, третього читання; розгляд альтернативних проєктів. У необхідних випадках — винесення проєкту: а) на обговорення широкого кола кваліфікованих спеціалістів шляхом проведення парламентських слухань, конференцій, «круглих столів» та ін.; б) на всенародне обговорення.

### Стадія ухвалення законопроєкту
Ухвалення законопроєкту в результаті голосування (в Україні звичайні закони ухвалюються простою більшістю голосів, конституційні — 2/3 від конституційного складу Верховної Ради) і підготування відповідної постанови законодавчого органу про вступ закону в силу. Тексти законів, ухвалені Верховною Радою підписуються Головою Верховної Ради і невідкладно передаються на підпис Президентові України.
Стадія ухвалення законопроєкту в різних країнах залежить від структури їх парламенту. 
- В однопалатному парламенті прийняття закону становить останнє або третє читання,яке зводиться до голосування.
- У двопалатному парламенті законопроєкт стає законом тоді,коли він прийнятий в однаковому тексті  обох палат. Зазвичай, законопроєкт у другій палаті  проходить такі самі стадії, як і в тій палаті, де він був внесений. Існують так звані процедури «мовчазного схвалення»,сутність яких полягає у відсутності офіційної реакції на закон, що надійшов у верхню палату.

#### Франція
У Франції відповідно до статті 34 Закони приймаються Парламентом ,ст 45 вказує на те,що будь-який законопроєкт або законодавча ініціатива  послідовно розглядаються в обох палатах Парламенту для того, щоб був прийнятий ідентичний текст.Якщо в результаті виникли  розбіжності між палатами, законопроєкт або законодавча пропозиція не була прийнята після двох читань у кожній палаті, або якщо уряд потребує його термінового обговорення, то після одного читання в кожній з палат прем'єр- міністр має право скликати засідання змішаної паритетної комісії, уповноваженої запропонувати акт, що стосується положень, якими залишаються розбіжності. Якщо змішаної паритетної комісії не вдасться прийняти загальний акт або якщо цей акт не буде прийнятий згідно з умовами , передбаченими в попередньому абзаці, уряд може після нового читання в Національних зборах і в Сенаті зажадати , щоб Національні збори прийняли остаточне рішення. 

#### Німеччина
У Німеччині відмічена особливість законодавчого процесу. Стаття 81 Основного закону Федеративної Республіки Німеччини зазначає :якщо у випадку, передбаченому статтею 68, Бундестаг не розпущений, то Федеральний президент може за поданням Федерального уряду і за згодою Бундесрату оголосити стан законодавчої необхідності щодо будь-якого законопроєкту, відхиленого Бундестагом, незважаючи на те, що Федеральний уряд вважав його невідкладним.

#### Чехія
Законодавчий процес у парламенті Чехії також має деякі особливості. За умови, якщо нижню палату розпущено, то сенату  надається право приймати законопроєкти з«невідкладних питань». Ці акти верхня палата може приймати за ініціативою уряду. Вони повинні бути схвалені нижньою палатою,на першій сесії, після поновлення роботи парламенту. Проте за допомогою такого способу  не може бути змінена конституція, прийнятий бюджет чи фінансовий законопроєкт,законопроєкти питань виборчого права і ратифікації деяких міжнародних договорів.

#### Росія
Законодавчий процес Російської Федерації: Ст.106 визначає - Федеральні закони приймаються Державної Думою.Федеральні закони приймаються більшістю голосів від загального числа депутатів Державної Думи, якщо інше не передбачено Конституцією Російської Федерації. Прийняті Державною Думою федеральні закони протягом п'яти днів передаються на розгляд Ради Федерації .Федеральний закон вважається схваленим Радою Федерації , якщо за нього проголосувало більше половини від загального числа членів цієї палати або якщо протягом чотирнадцяти днів він не був розглянутий Радою Федерації. У разі відхилення федерального закону Радою Федерації палати можуть створити погоджувальну комісію для подолання розбіжностей, після чого федеральний закон підлягає повторному розгляду Державною Думою.

#### Двопалатні парламенти
Законодавчий процес у двопалатних парламентах  містить ще  одну додаткову стадію – досягнення згоди між двома палатами щодо законопроєкту. Але ця проблема не виникає у країнах, де нижня палата наділена більш широкими повноваженнями порівняно з верхньою, це можна спостерігати на прикладі Австрії, де тільки Національна Рада володіє законодавчими повноваженнями. Процедура прийняття  рішення в парламентах, побудованих на принципі рівності палат є більш спрощеною та простішою (Ісландія, Норвегія). В Індії застосовують  процедурну  форму спільного засідання двох палат, остаточна ухвала приймається більшістю голосів парламенту, що беруть участь у голосуванні.
Наприклад, спірні моменти щодо текстів законопроєктів Румунії спочатку розглядаються узгоджувальною комісією, у випадках не вирішення проблеми - на спільному засіданні обох палат, де рішення приймається більшістю членів з кожної палати.Останнє слово залишається за палатою депутатів, через переважну чисельність кількісного складу нижньої палати над складом сенату.

### Засвідчувальна стадія
Санкціонування (підписання) закону главою держави (президентом) в установлені конституцією строки (в Україні − 15 днів).
Має місце після ухвалення законопроєкту парламентом і передачі його главі держави на підпис.
У багатьох країнах (США, Індія, Україна та ін.) існує право «відкладеного вето» президента.
В Україні, зокрема, Президент може скористатися своїм правом відкладеного вето і повернути закон із своїми вмотивованими і сформульованими зауваженнями Верховній Раді для повторного розгляду. Саме вето об'єктивно може ставати стадією законотворчого процесу, яка має позапарламентський характер. Проте вето переборюється у парламенті.
Якщо під час повторного розгляду закон ухвалюється не менше ніж 2/3 голосів установленого Конституцією складу Верховної Ради, Президент зобов'язаний підписати його й представити до офіційного опублікування протягом 10 днів.
Ця стадія розглядається і як частина т. зв. промульгації (див. наступну стадію).

### Інформаційна стадія
1. Промульгація закону — це не лише підписання його главою держави, а й видання спеціального акта, який містить, зокрема, розпорядження про офіційне опублікування закону. Промульгація закону здійснюється зазвичай актом глави держави — указом, наказом та іншими подібними документами, текст якого в офіційних виданнях передує тексту закону, що промульговується. В Україні — це підписання закону Президентом, підготовка постанови Верховної Ради про порядок введення в дію даного закону і офіційне його опублікування. Текст постанови Верховної Ради в офіційних виданнях передує тексту закону, що промульговується.
2. Включення закону до Єдиного державного реєстру нормативних актів, де вказується наданий йому реєстраційний код.
3. Опублікування закону — друк його тексту з усіма реквізитами в офіційних друкованих виданнях (в Україні — «Відомості Верховної Ради України»,  газета «Голос України»),

### Набуття чинності
На І — ІІІ стадіях законодавчої діяльності необхідним є вивчення і використання громадської думки, врахування рівня правосвідомості громадян.
Для докладного вивчення законодавчої процедури в Україні необхідно звернутися до Регламенту Верховної Ради України - нормативного акта, що містить систему правил, які визначають процедуру діяльності українського парламенту.